# ابررا
ابررا (به اسپانیایی: Abrera) یک شهرستان در اسپانیا است که در کاتالونیا واقع شده‌است.

## خصوصیات
ابررا ۱۹٫۸۹ کیلومترمربع مساحت و ۹٬۱۶۶ نفر جمعیت دارد و ۱۰۵ متر بالاتر از سطح دریا واقع شده‌است.